# Patinação de velocidade nos Jogos Olímpicos de Inverno de 1984
A patinação de velocidade(pt-BR) ou patinagem de velocidade(pt-PT?) nos Jogos Olímpicos de Inverno de 1984 consistiu de cinco eventos para homens e quatro para mulheres. As provas foram realizadas no Rinque de Patinação Zetra em Sarajevo, então Iugoslávia, entre 8 e 19 de fevereiro de 1984.

## Medalhistas
Masculino
| Evento                | Ouro                                | Prata                                 | Bronze                               |
| --------------------- | ----------------------------------- | ------------------------------------- | ------------------------------------ |
| 500 metros detalhes   | Sergei Fokichev URS União Soviética | Yoshihiro Kitazawa JPN Japão          | Gaétan Boucher CAN Canadá            |
| 1000 metros detalhes  | Gaétan Boucher CAN Canadá           | Sergey Khlebnikov URS União Soviética | Kai Arne Engelstad NOR Noruega       |
| 1500 metros detalhes  | Gaétan Boucher CAN Canadá           | Sergey Khlebnikov URS União Soviética | Oleg Bozhev URS União Soviética      |
| 5000 metros detalhes  | Tomas Gustafson SWE Suécia          | Igor Malkov URS União Soviética       | René Schöfisch GDR Alemanha Oriental |
| 10000 metros detalhes | Igor Malkov URS União Soviética     | Tomas Gustafson SWE Suécia            | René Schöfisch GDR Alemanha Oriental |

Feminino
| Evento               | Ouro                                       | Prata                               | Bronze                                 |
| -------------------- | ------------------------------------------ | ----------------------------------- | -------------------------------------- |
| 500 metros detalhes  | Christa Rothenburger GDR Alemanha Oriental | Karin Enke GDR Alemanha Oriental    | Natalya Glebova URS União Soviética    |
| 1000 metros detalhes | Karin Enke GDR Alemanha Oriental           | Andrea Schöne GDR Alemanha Oriental | Natalya Petrusyova URS União Soviética |
| 1500 metros detalhes | Karin Enke GDR Alemanha Oriental           | Andrea Schöne GDR Alemanha Oriental | Natalya Petrusyova URS União Soviética |
| 3000 metros detalhes | Andrea Schöne GDR Alemanha Oriental        | Karin Enke GDR Alemanha Oriental    | Gabi Schönbrunn GDR Alemanha Oriental  |

## Quadro de medalhas
| Ordem | País                  | Medalha de ouro | Medalha de prata | Medalha de bronze |    |
| ----- | --------------------- | --------------- | ---------------- | ----------------- | -- |
| 1     | GDR Alemanha Oriental | 4               | 4                | 3                 | 11 |
| 2     | URS União Soviética   | 2               | 3                | 4                 | 9  |
| 3     | CAN Canadá            | 2               |                  | 1                 | 3  |
| 4     | SWE Suécia            | 1               | 1                |                   | 2  |
| 5     | JPN Japão             |                 | 1                |                   | 1  |
| 6     | NOR Noruega           |                 |                  | 1                 | 1  |
| TOTAL | TOTAL                 | 9               | 9                | 9                 | 27 |